# Roquefort-les-Cascades
Roquefort-les-Cascades (okzitanisch Ròcafòrt) ist eine französische Gemeinde mit 83 Einwohnern (Stand 1. Januar 2022) im Département Ariège in der Region Okzitanien. Sie gehört zum Kanton Pays d’Olmes und zum Arrondissement Pamiers.
Nachbargemeinden sind Ventenac im Nordwesten, Carla-de-Roquefort im Norden, Ilhat im Norden, Roquefixade im Südosten, Leychert im Süden und L’Herm im Westen.

## Bevölkerungsentwicklung

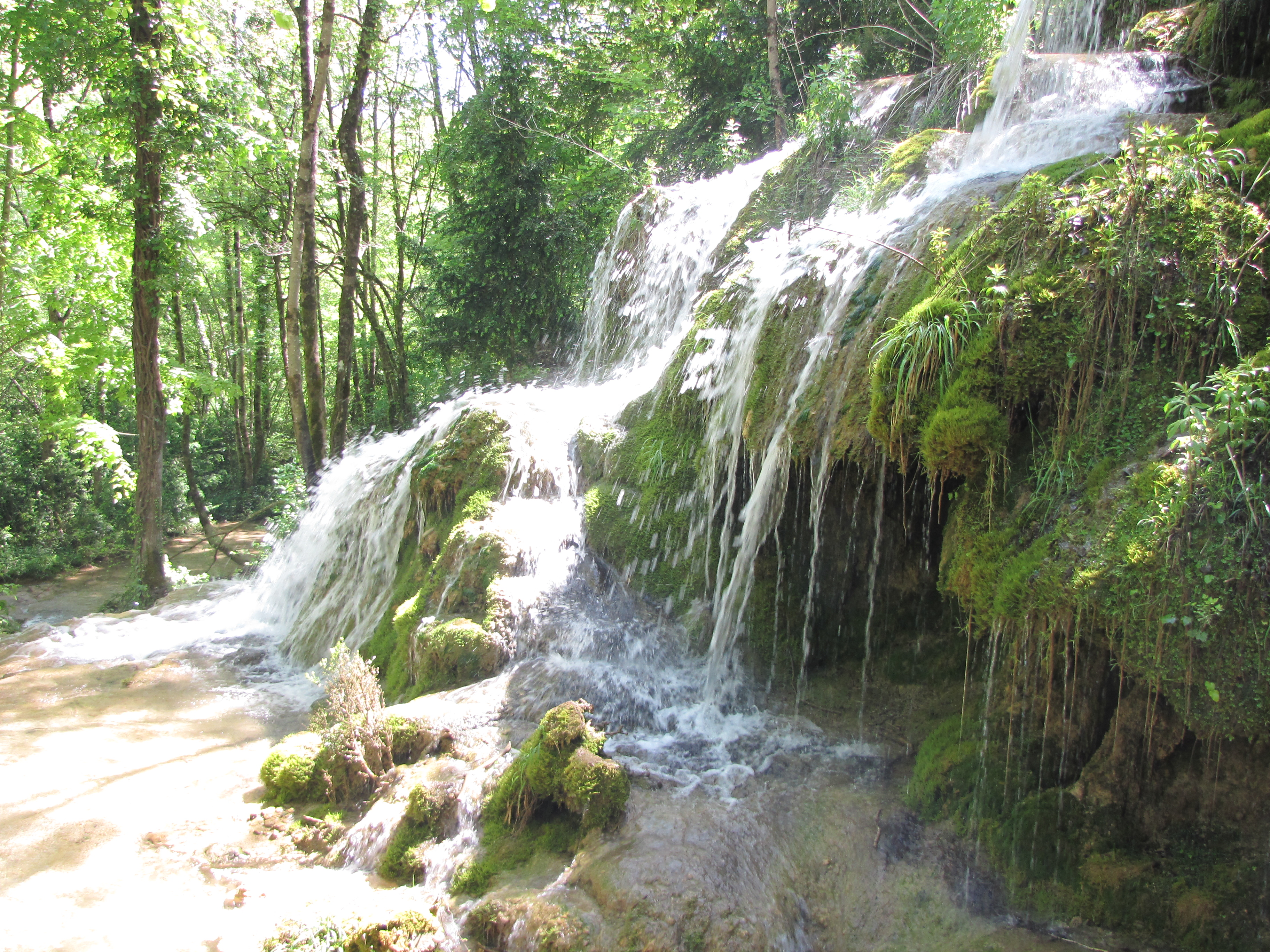
Der Namenszusatz „-les-Cascades“ zeugt von den örtlichen Kaskaden.

| Jahr                       | 1962 | 1968 | 1975 | 1982 | 1990 | 1999 | 2008 | 2015 |
| -------------------------- | ---- | ---- | ---- | ---- | ---- | ---- | ---- | ---- |
| Einwohner                  | 125  | 115  | 99   | 105  | 114  | 107  | 100  | 92   |
| Quellen: Cassini und INSEE |      |      |      |      |      |      |      |      |